# Préfecture d'Okayama
Okayama (岡山県, Okayamaken) est une préfecture du Japon située au sud-est de la région de Chūgoku, sur l'île de Honshū.

## Histoire
Lors de la restauration Meiji, les provinces de Bitchū, Bizen et Mimasaka furent associées pour créer la préfecture d'Okayama.

## Géographie
La préfecture d'Okayama est entourée des préfectures de Hyōgo, Tottori et Hiroshima. Elle fait face à la préfecture de Kagawa qui se trouve de l'autre côté de la mer intérieure de Seto et compte plus de 90 îles et îlots.
La capitale est Okayama. Elle abrite également la ville historique de Kurashiki.

### Communes

#### Villes
La préfecture compte quinze villes :
| - Akaiwa - Asakuchi - Bizen - Ibara - Kasaoka - Kurashiki - Maniwa - Mimasaka | - Niimi - Okayama (capitale de la préfecture) - Higashi-ku - Kita-ku - Minami-ku - Naka-ku - Setouchi - Sōja - Takahashi - Tamano - Tsuyama |

#### Districts, bourgs et villages
La préfecture d'Okayama comporte également douze bourgs et villages, répartis dans dix districts :
| - District d'Aida : - Nishiawakura (village) - District d'Asakuchi : - Satoshō - District de Kaga : - Kibichūō - District de Katsuta : - Nagi - Shōō - District de Kume : - Kumenan - Misaki | - District de Maniwa : - Shinjō (village) - District d'Oda : - Yakage - District de Tomata : - Kagamino - District de Tsukubo : - Hayashima - District de Wake : - Wake |

### Démographie
La plus grande partie de la population de la préfecture d'Okayama est concentrée autour des villes de Kurashiki et Okayama. Celles-ci rassemblaient 1 189 372 résidents au 1er janvier 2023, ce qui représente 64 % de la population totale de cette région.
Les petits villages situés dans la région montagneuse du nord de la préfecture se dépeuplent.
Plus de la moitié des municipalités sont officiellement désignées comme dépeuplées.

## Politique

### Gouverneurs

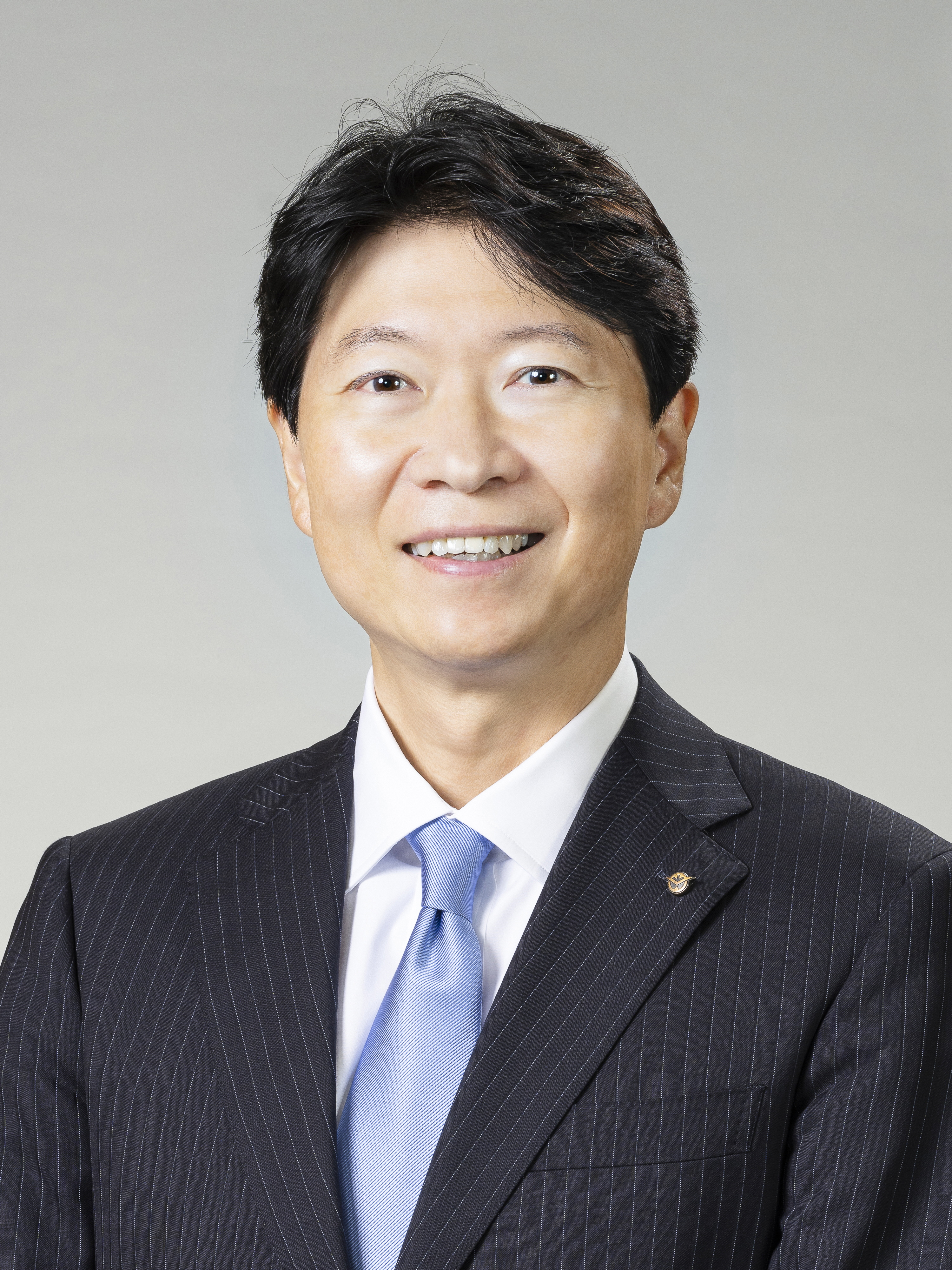
Ryūta Ibaragi

En 2022, le gouverneur actuel est Ryūta Ibaragi, élu pour la première fois en 2012 puis réelu en 2016 et 2020,.

## Économie
La préfecture d’Okayama possède un pôle d’activités industrielles, le district industriel de Mizushima, situé dans la ville de Kurashiki. Ce pôle concentre des entreprises œuvrant dans les secteurs des produits pétroliers, de la chimie, de la sidérurgie et de la construction automobile.
Les industries locales fabriquent également des produits originaux dans les secteurs du textile, des matériaux réfractaires, de la machinerie et de la métallurgie.

## Culture
La région d'Okayama possède un dialecte dénommé Okayama-ben.

### Gastronomie
La préfecture présente plusieurs spécialités culinaires. Les kaki oko (ja), une variété d'okonomiyaki à base d'huîtres, se retrouve plus particulièrement dans le bourg de Hinase. Les pêches, en particulier les pêches blanches et la variété shimizu-hakuto se récoltent en juillet et août et sont fortement associées à la préfecture. Les kibi dango (ja), pâtisserie à base de farines de millet et de riz se retrouvent nature ou souvent aromatisés. Les mura-suzume, spécialité de Kurashiki, sont des crêpes fourrées à la pâte de haricot rouge. Les sushis sont préparés dans la préfecture selon la méthode bara-sushi, sous forme de salade. Le bœuf Chiya, viande de très grande qualité comparable au bœuf de Kōbe, est une spécialité de la ville de Niimi.

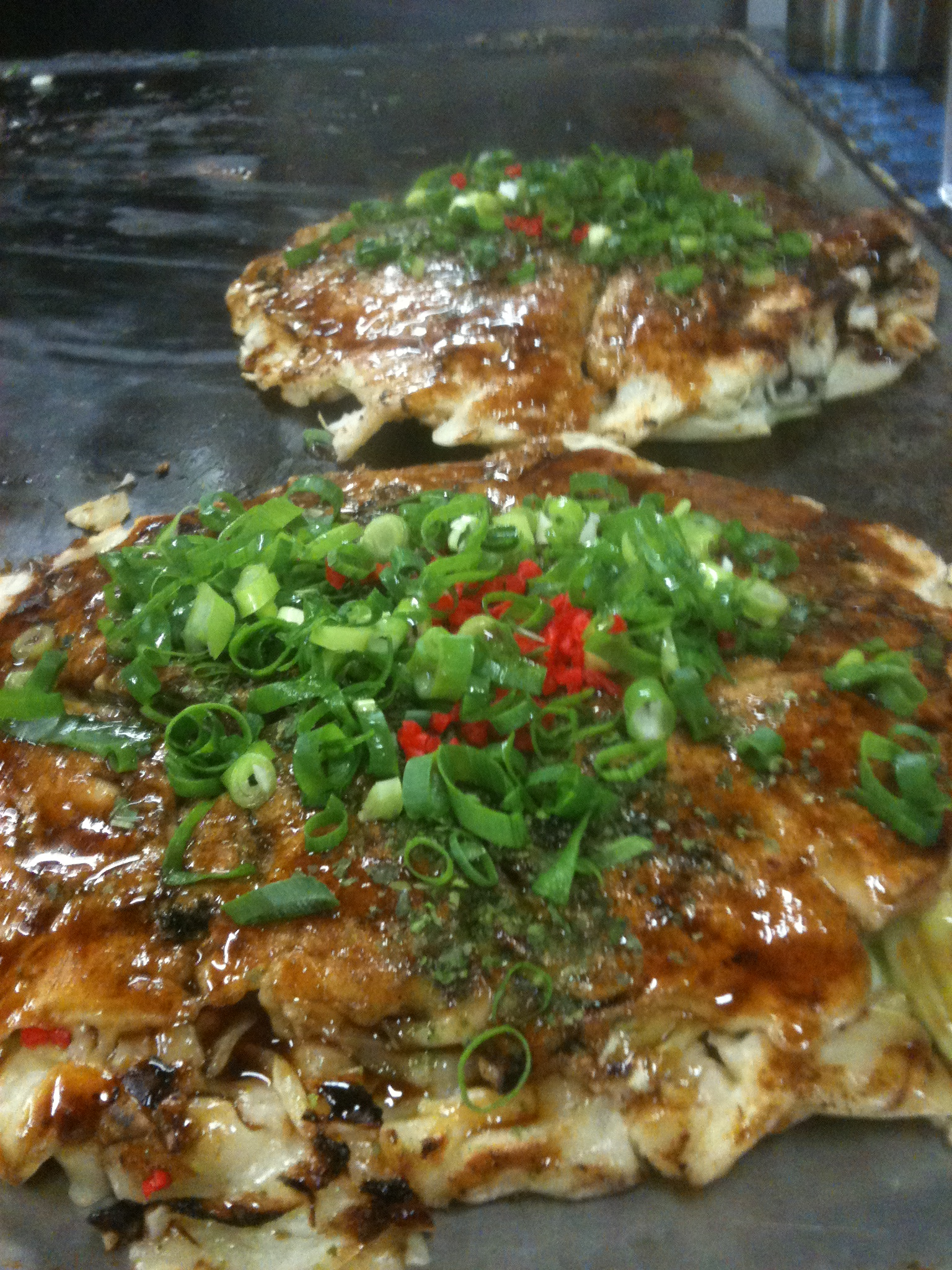
Kaki oko de Hinase
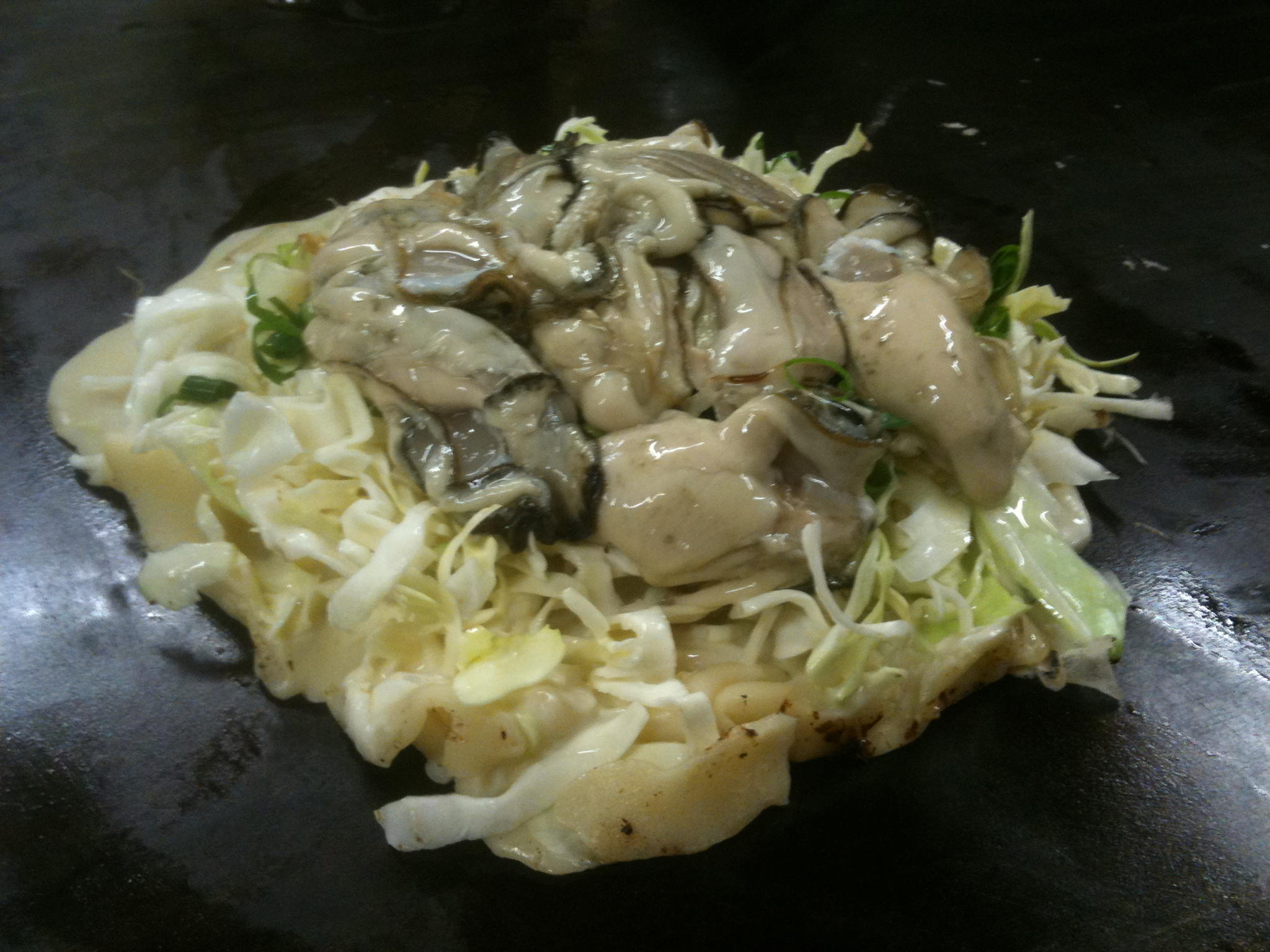
Kaki oko en préparation
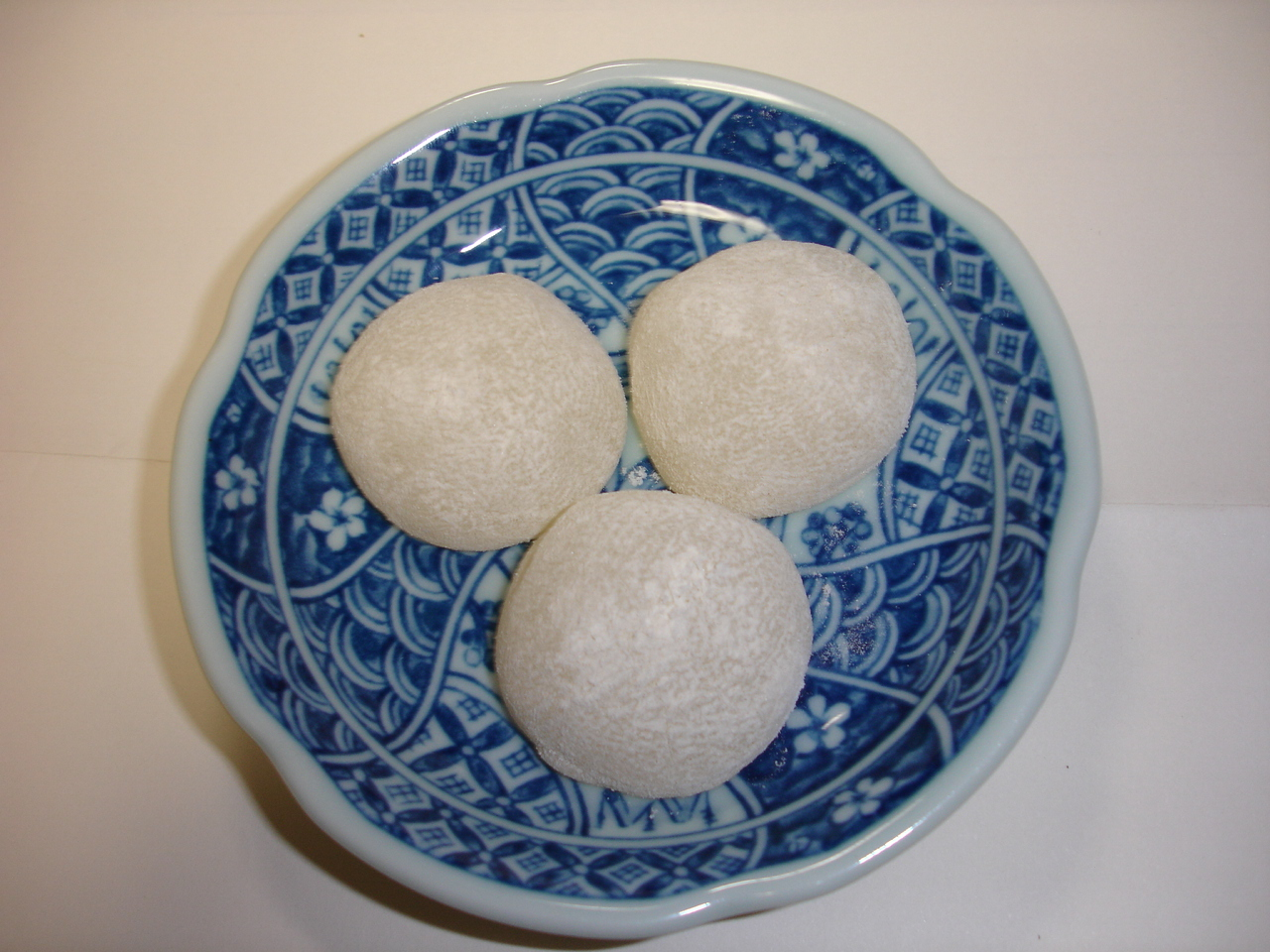
Kibi dango
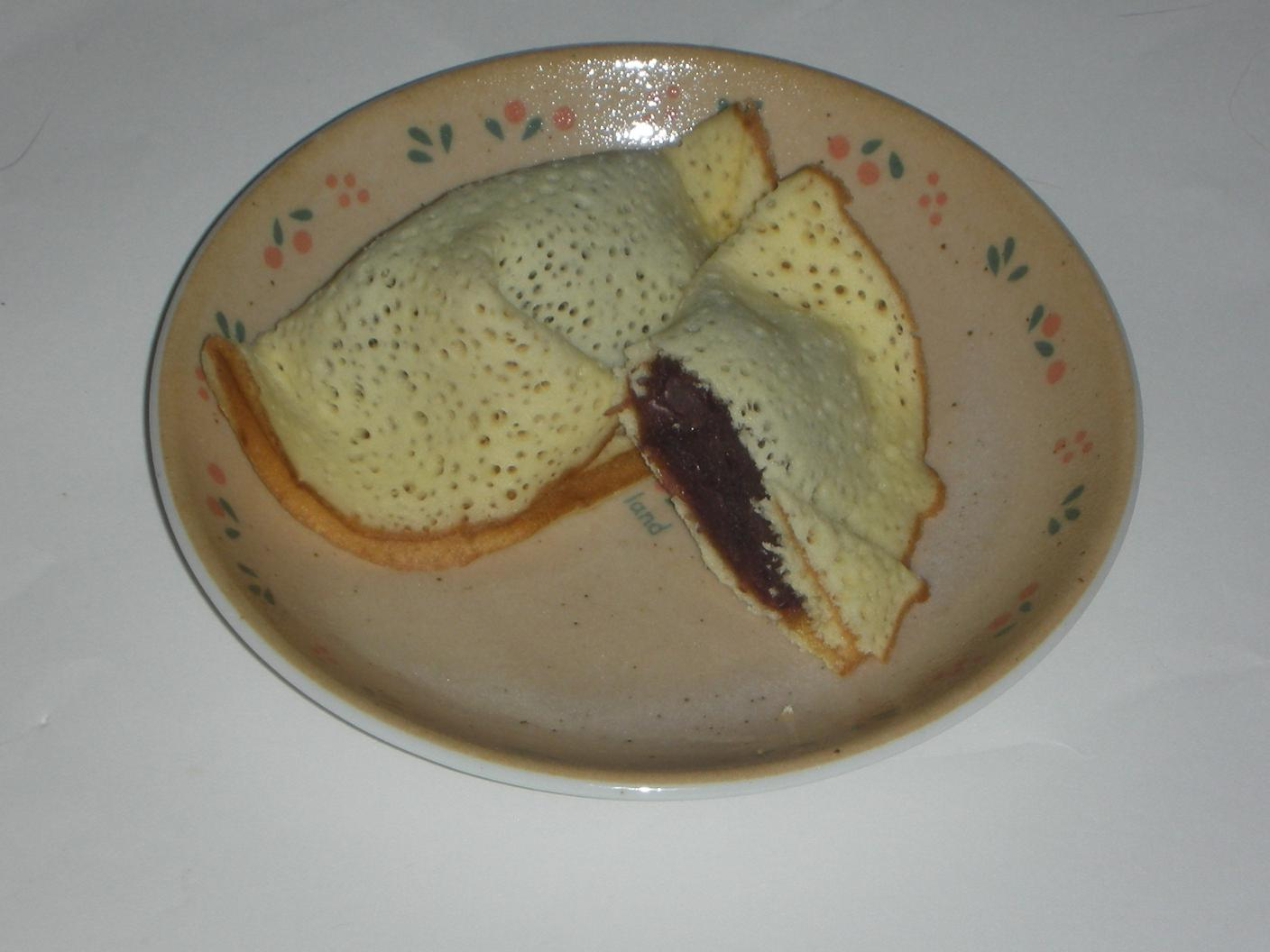
Mura-suzume

## Patrimoine et tourisme

### Nature
Un jardin de style traditionnel japonais se trouve dans le centre de la ville d'Okayama. Ce jardin, nommé Kōraku-en, est considéré comme l'un des trois plus beaux jardins japonais.
À Maniwa, un cerisier géant nommé Daigo-zakura est célèbre pour sa floraison au printemps.

### Bâtiments
Dans l'arrondissement Nord d'Okayama (北区, kita-ku), le temple Saijō Inari (最上稲荷, saijō-inari) et son torii gigantesque attirent 60 000 personnes entre le 1er et le 3 janvier 2019, ce qui en fait le lieu le plus populaire de la préfecture pour le hatsumōde.
Dans le même arrondissement, le sanctuaire Kibitsu Jinja est nommé trésor national pour son architecture originale.
À Bizen, l'auditorium de l'école Shizutani, ouverte pour le peuple durant l'epoque d'Edo, fait partie des trésors nationaux du Japon. Les tuiles du toit sont en céramqiue de Bizen.
Un des douze derniers châteaux du Japon, le château de Bitchū Matsuyama, se trouve à Takahashi, au Centre-Ouest de la préfecture.

### Artisanat
La ville de Bizen, au sud de la préfecture, est le berceau de la céramique de Bizen, caracterisée par sa couleur ocre et par l'absence de glaçure, qui lui confère un toucher rugueux.

### Patrimoine immateriel
Okayama compte trois grandes danses de o-bon (盆踊り, bon-odori) : Shiraishi-odori (白石踊, shiraishi-odori) danse de la ville de Kasaoka, Ōmiya-Odori (大宮踊, ōmiya-odori) dans la région du Mont Hiruzen, et Matsuyama Odori (松山踊, matsuyama-odori), à Takahashi.
Le Bitchū Kagura, ensemble de danses théâtrales reprenant des épisodes de la mythologie shinto, est toujours pratiqué dans l'Ouest de la prefecture.

### Galerie

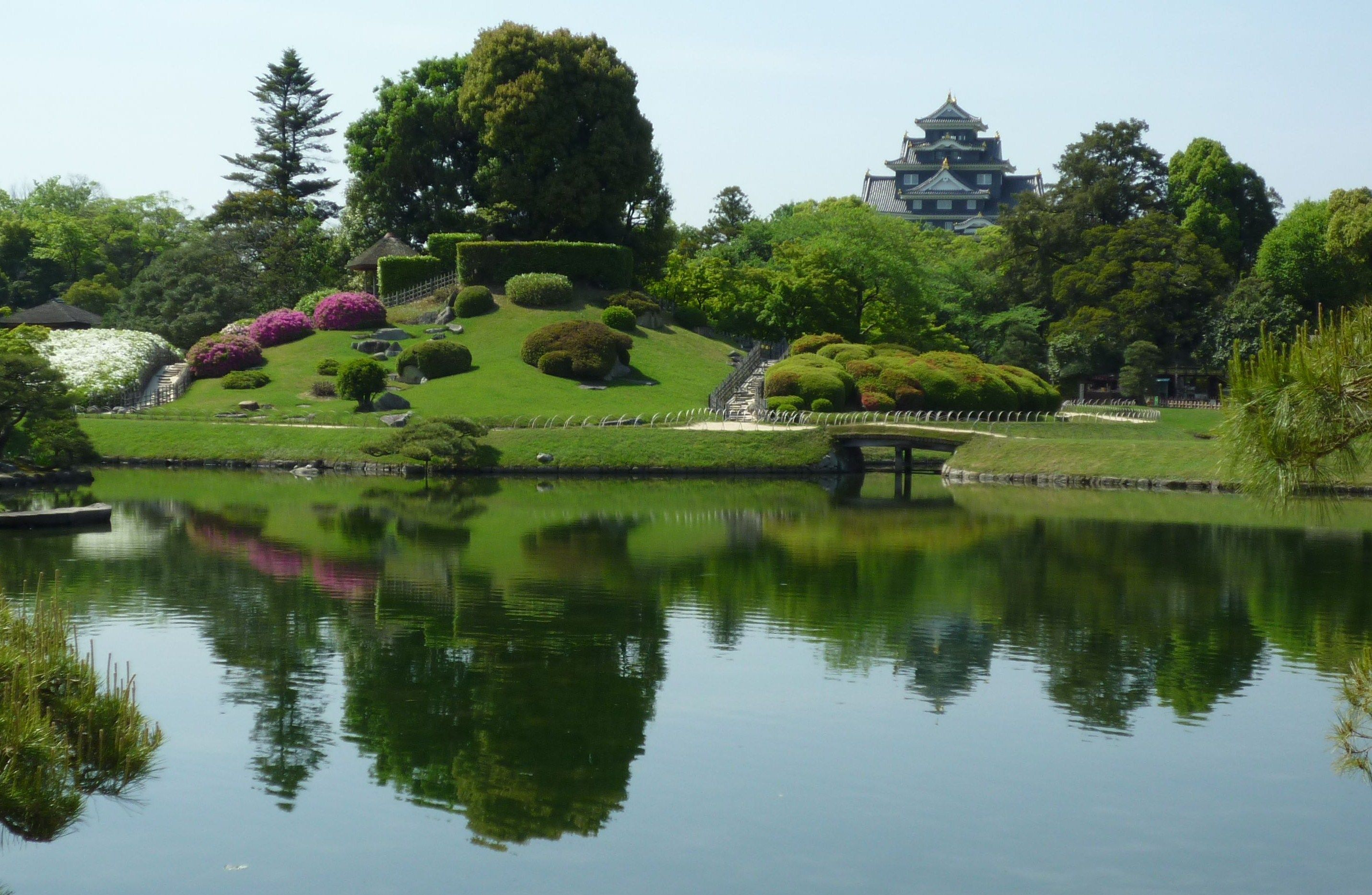
Jardin Korakuen
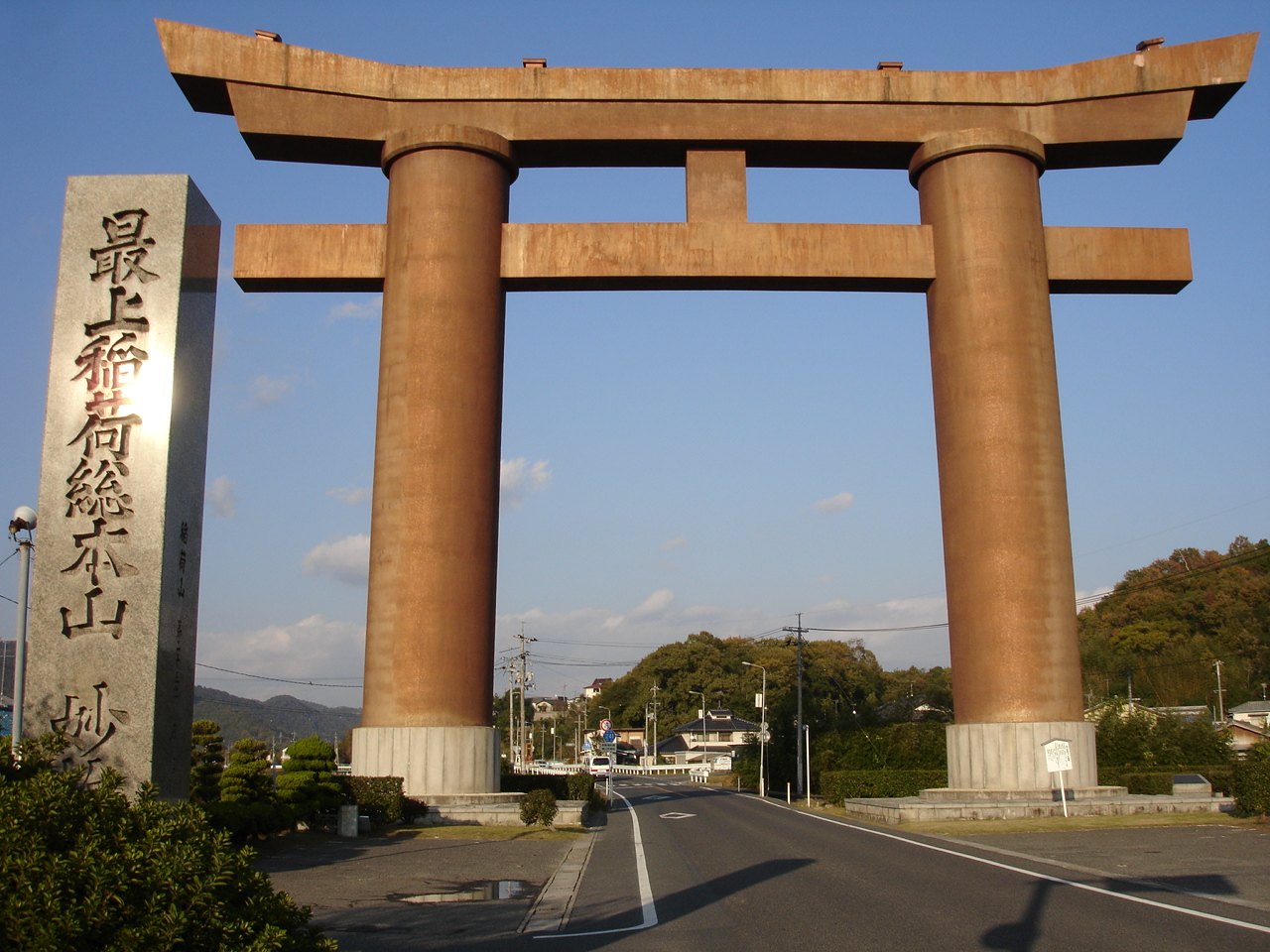
Torii géant du Saijō Inari
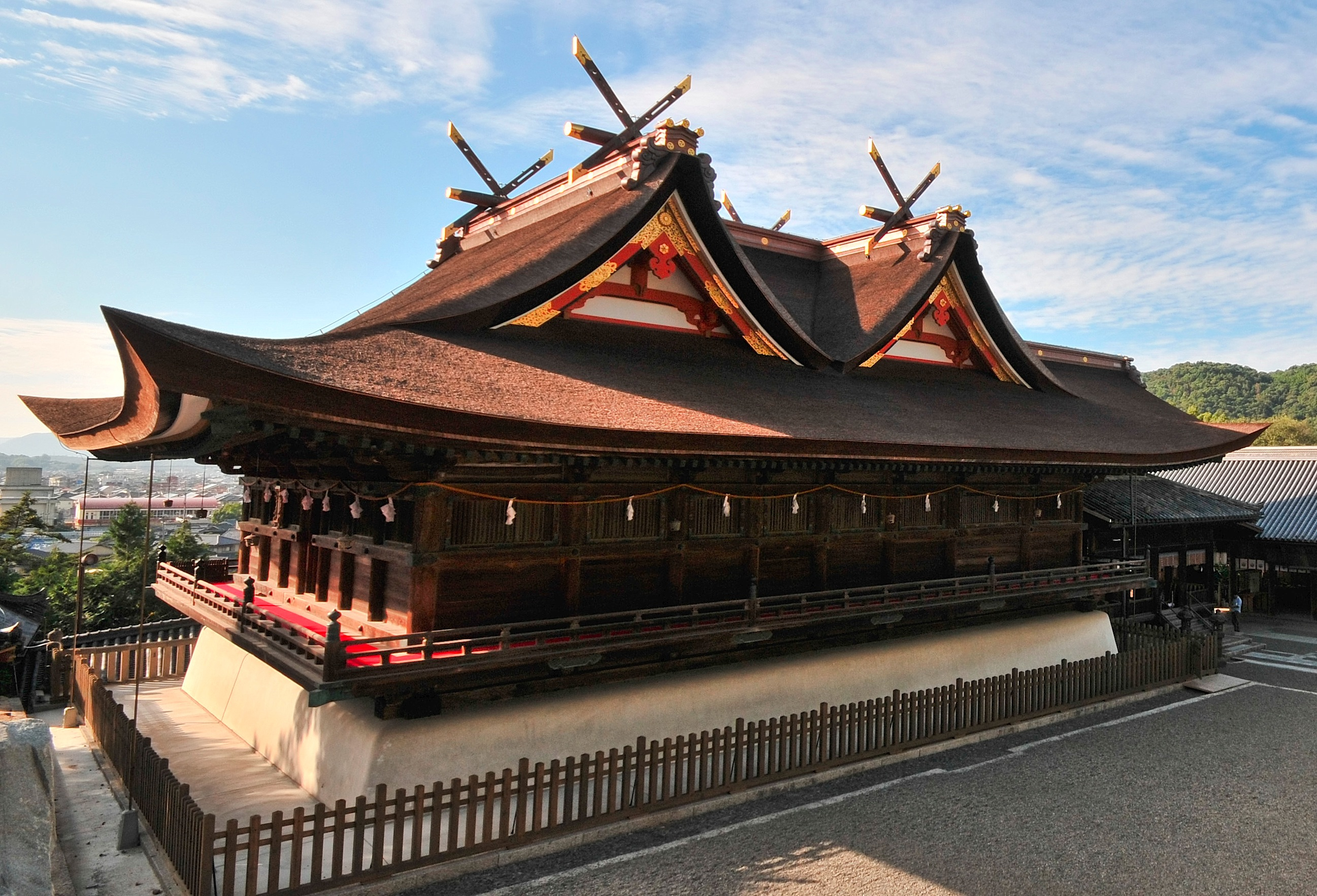
Kibitsu-jinja
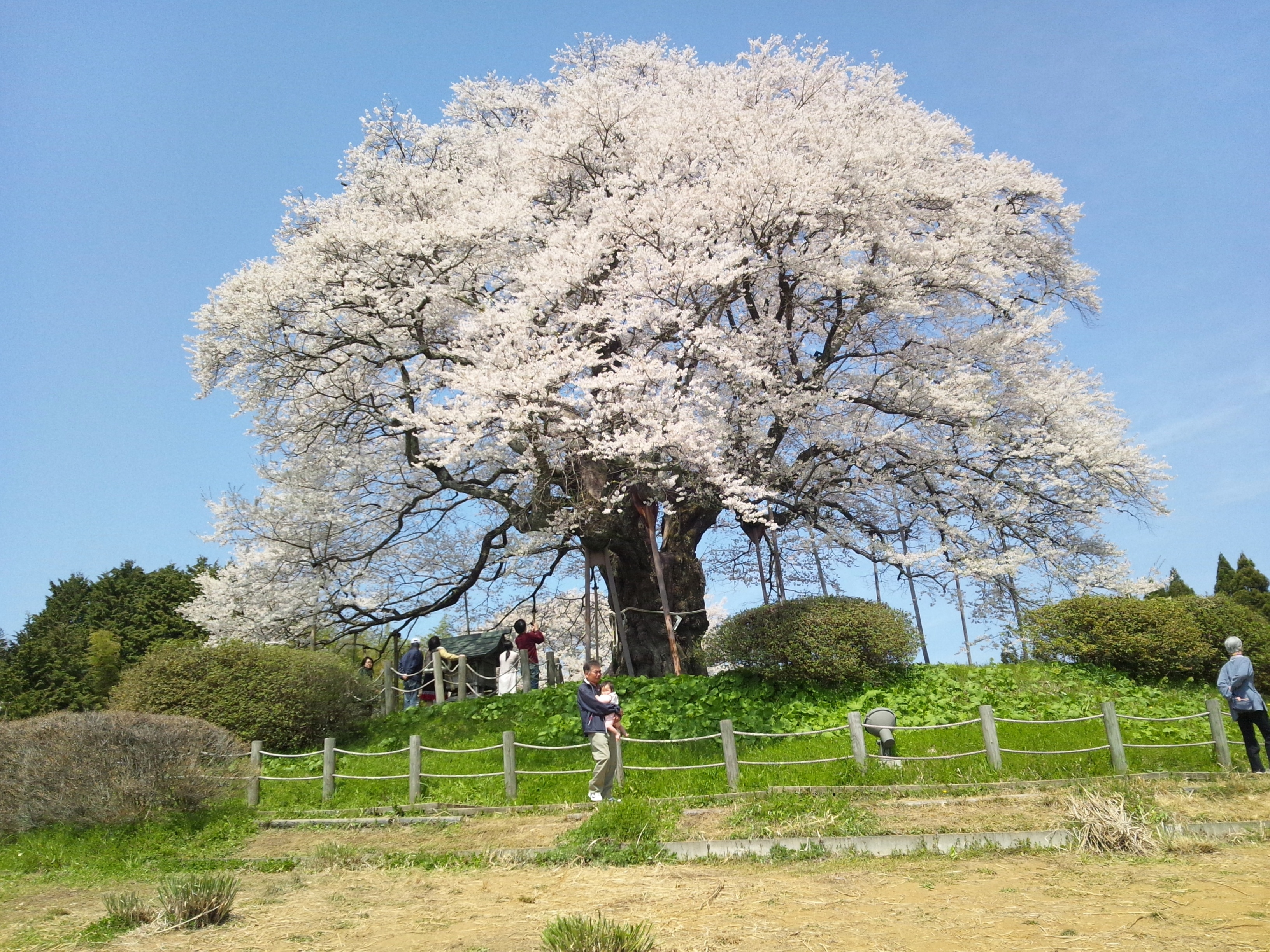
Floraison du Daigo-zakura en 2014
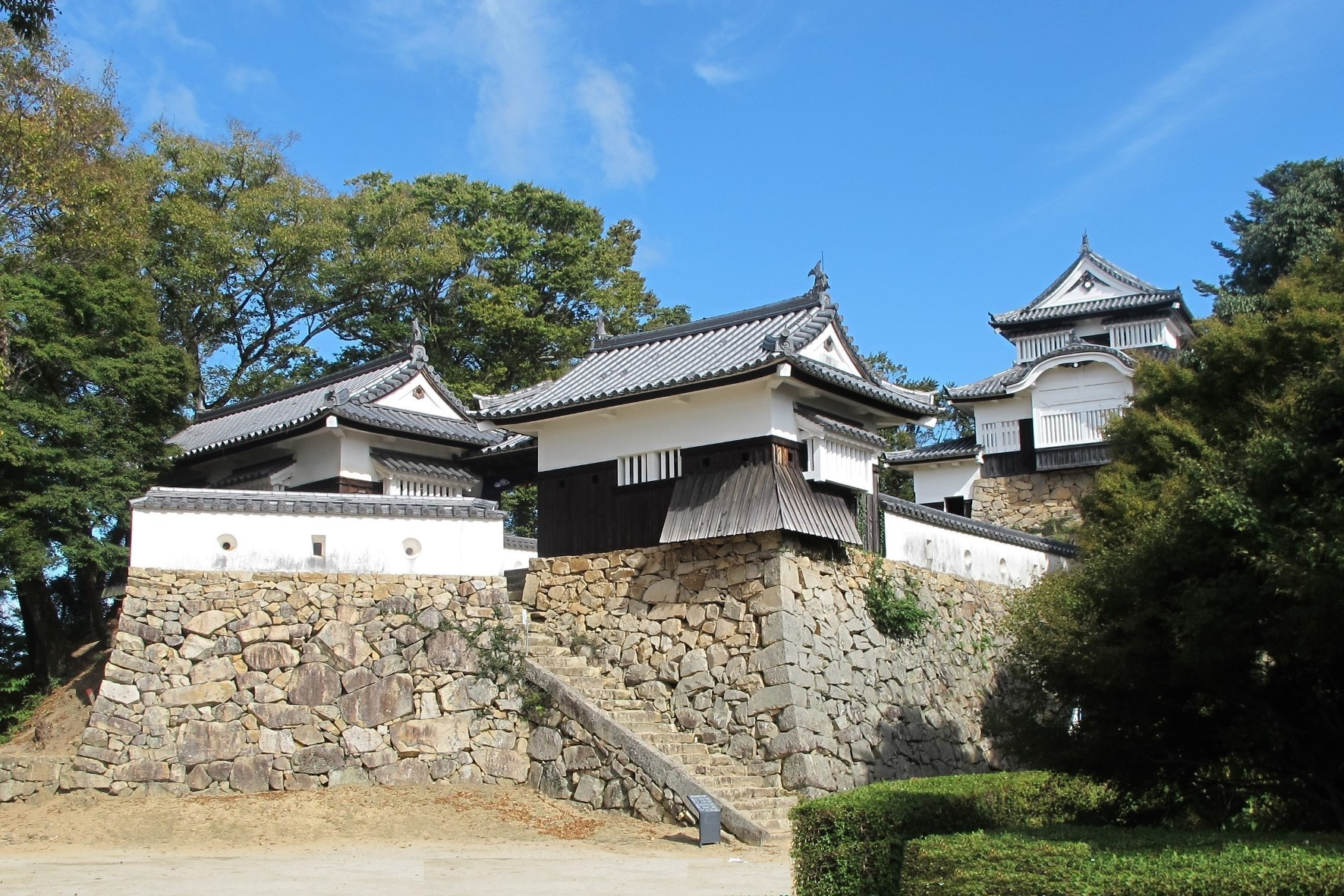
Château de Bitchū Matsuyama
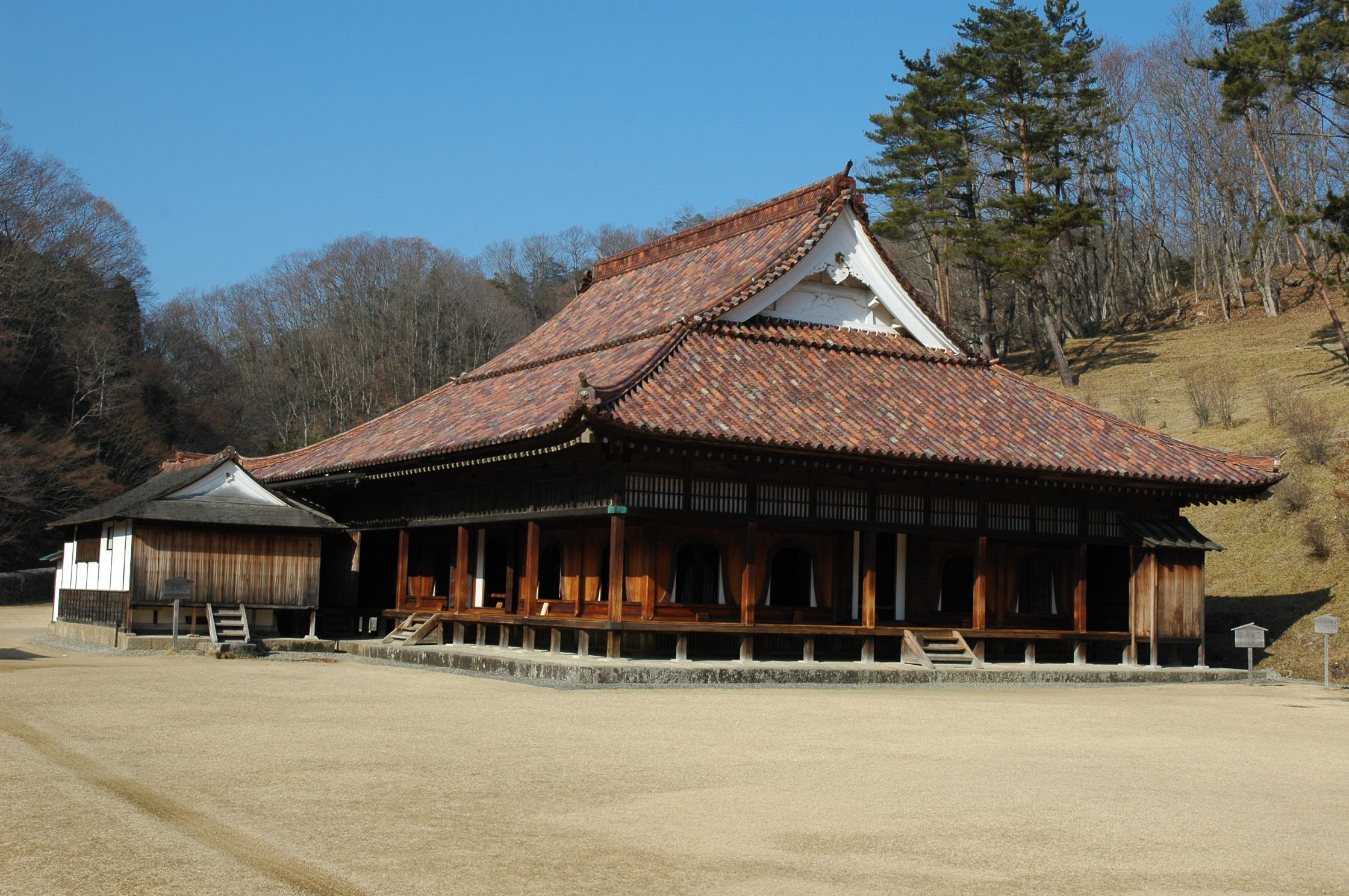
École Shizutani
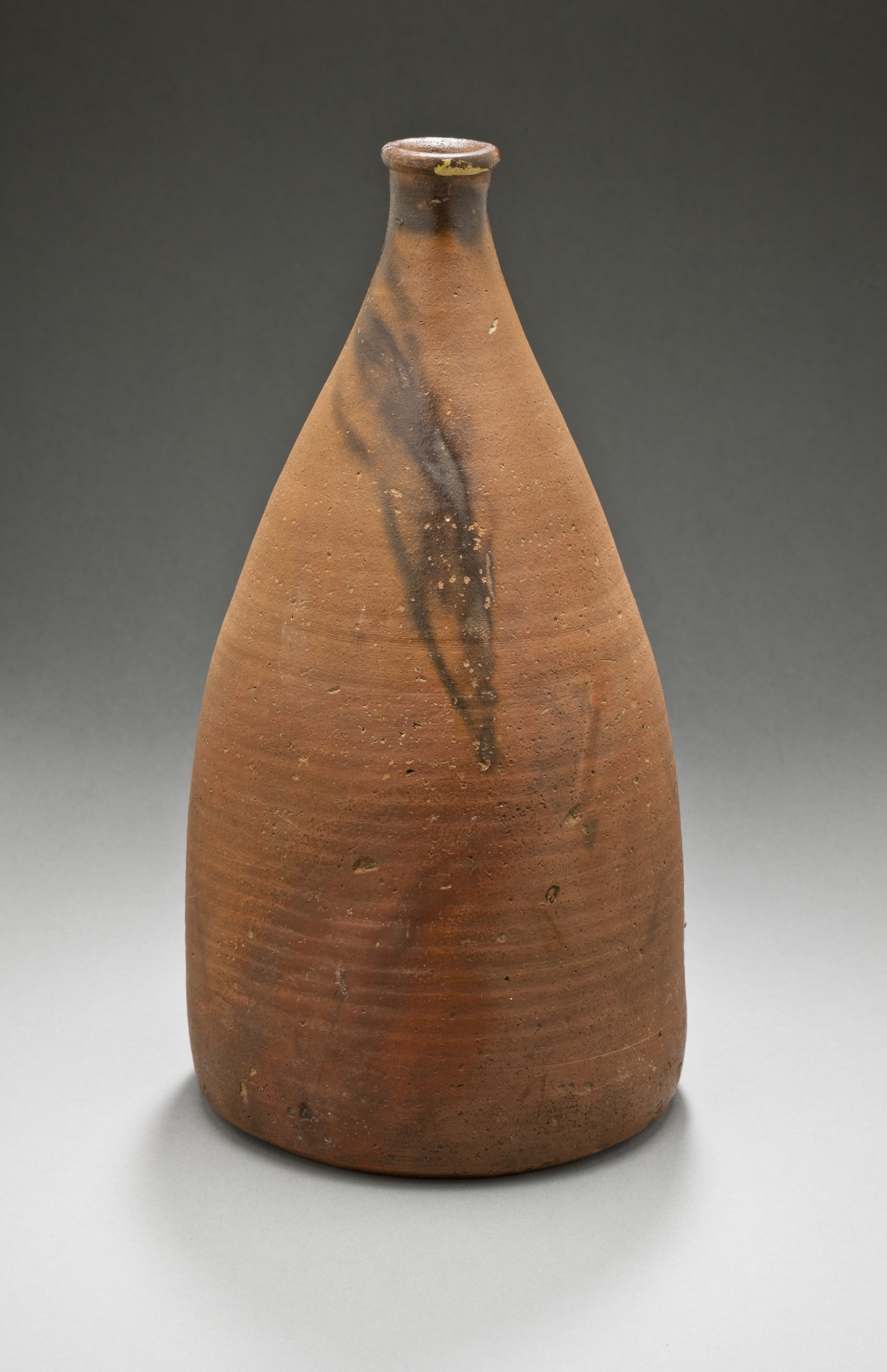
pot de saké en céramique Bizen

## Jumelages
La préfecture d'Okayama est jumelée avec les municipalités ou régions suivantes :
- Jiangxi (Chine) depuis le 1er juin 1992 ;
- Australie-Méridionale (Australie) depuis le 7 mai 1993 ;
- Pimpri Chinchwad (Inde) depuis le 20 janvier 2006 ;
- Pune (Inde) depuis le 19 janvier 2006 ;
- Gyeongsang du Sud (Corée du Sud) depuis le 17 octobre 2009.